# Thomas Rowlandson

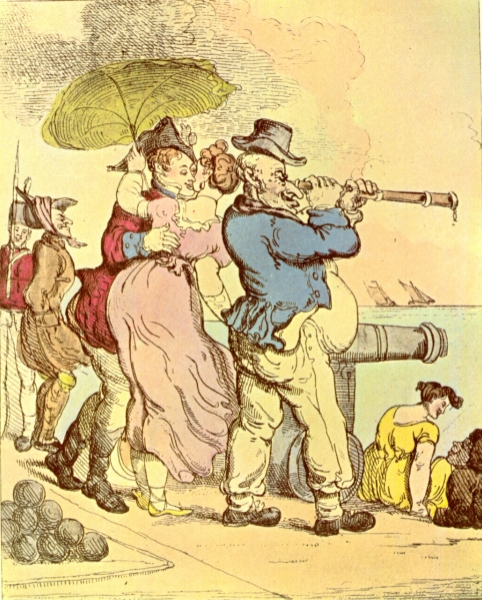
Petons robats, il·lustració de Rowlandson.

Thomas Rowlandson (Old Jewry, Londres, 13 de juliol de 1756 — 22 d'abril de 1827) va ser un pintor i caricaturista anglès. Considerat el més important mestre de la tradició satírica després de William Hogarth. La seva feina més coneguda va ser la il·lustració de textos humorístics. També va idear una versió anglesa de l'antiga Dansa de la Mort i gravat d'atrevit erotisme.

## Vida i obra
Fill d'un obrer, en finalitzar l'escola va estudiar a la Royal Academy. Als 16 anys, va anar a viure a París per estudiar. Més endavant va realitzar diversos viatges pel continent europeu, fent esbossos i prenent nota de la vida i costums de la gent d'altres llocs. El 1775 va fer una exhibició de dibuixos anomenada Delilah visiting Samson in Prison (Dalila visita a Sansón en la presó), i el següent any va realitzar diversos retrats i paisatges.
La seva prometedora carrera com a pintor es frustra paradoxalment per un cop de bona sort: rep una herència de 7.000 lliures, i la malversa per la seva addicció al joc. S'explicava que en una ocasió va romandre assegut jugant a les cartes durant 36 hores seguides.
La ludopatia va portar a Rowlandson a la ruïna, i la necessitat de guanyar diners ràpids li va abocar a centrar-se en la producció de caricatures satíriques. Associat a l'editor Rudolph Ackermann va dissenyar nombroses il·lustracions, majorment humorístiques, que li van fer molt popular. El seu primer gran èxit va ser la sèrie sobre El mestre d'escola («Dr. Syntax»), una narració humorística en vers escrita per William Combe. Aquest personatge, que pel seu idealisme i aspecte peculiar recorda el Quixot, es va fer conèixer el 1809 en una versió il·lustrada per entregues, i a propòsit de l'èxit assolit l'editor Ackermann va llançar el 1812 una versió millorada en format de llibre, amb 30 gravats de Rowlandson. A aquest primer relat (El 'tour' de Dr. Syntax en busca del pintoresc) el van seguir dues seqüeles: Dr. Syntax a la recerca de consol (1820) i A la recerca d'una esposa (1821). Totes dues es van produir igualment gràcies a la col·laboració de l'escriptor Combe i de Rowlandson.
Encara que l'artista va abordar la crítica política com l'ho havia fet Hogarth, aquesta faceta no va ser prioritària a la seva producció. Una més gran rellevància tenen les seves il·lustracions eròtiques, tan explícites que són qualificades de pornogràfiques.
Del 1814 al 1816 va crear una versió humorística i actualitzada (anglesa, segons el seu títol) de la Dansa de la Mort, tema d'origen medieval que s'havia fet popular al segle xvi per diverses sèries gravades com la de Hans Holbein el Jove.
Aclaparat per les seves contínues estreteses econòmiques, Rowlandson va continuar dissenyant nombroses il·lustracions, ja amb una qualitat decreixent.
Al contrari que la majoria dels il·lustradors europeus del segle xix, acostumava a gravar personalment les seves planxes, encara que el resultat final era producte d'un treball en equip. Rowlandson gravava a l'aiguafort les línies principals, i d'altres gravadors especialitzats afegien retocs al  gravat a l'aiguatinta. Una vegada estampades, els fulls eren acolorides a mà, amb lògiques variacions de tons però respectant les pautes |marcades per Rowlandson i l'editor.

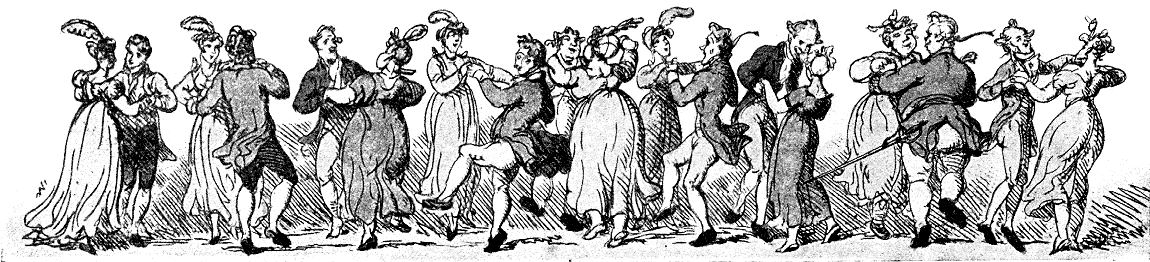
Dansa humorística